# Татабанья
Та́табанья (венг. Tatabánya, нем. Totiserkolonie) — город на северо-западе Венгрии, административный центр медье Комаром-Эстергом. Население — 67 043 человека (2014).

## География и транспорт
Город расположен в долине между горными хребтами Герече и Вертеш в 55 километрах к северо-западу от Будапешта. Через город проходят железнодорожная и автомагистрали (M1, E-60, E-75) Будапешт — Вена. Время в пути на поезде от Будапешта — около часа.

## История

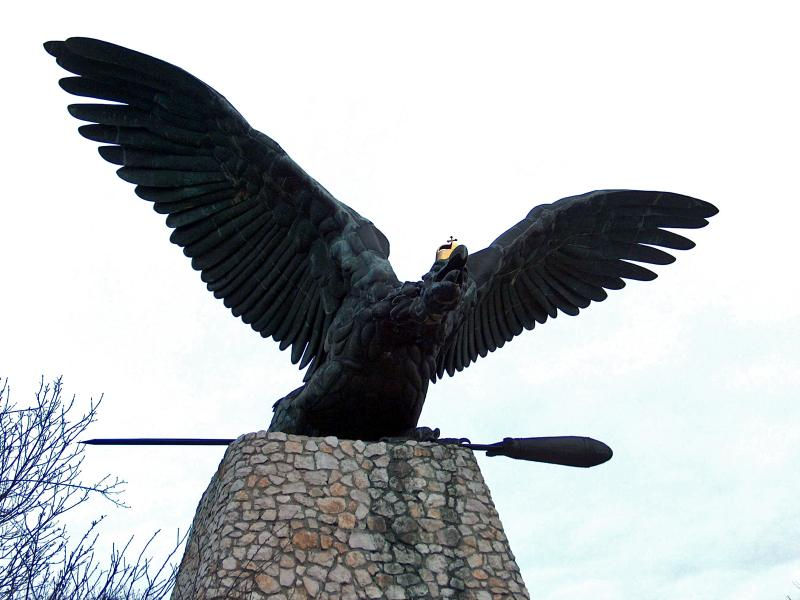
Монумент Турул

На месте современной Татабаньи располагались три исторических поселения — Альшогалла, Фельшёгалла и Банхида. Старейшее из них — Банхида — впервые упомянуто в 1288 году.
В XVI веке область была оккупирована турками, после освобождения от турок в конце XVII века снизившаяся численность населения была компенсирована за счёт привлечения немецких и словацких колонистов. В 1787 году в Альшогалле проживало 580 человек, в Фельшёгалле — 842.
Резкий рост населения начался в первой половине XIX века, после обнаружения в окрестностях месторождений угля. Рядом с шахтами была построена новая деревня, получившая имя Татабанья.
После окончания второй мировой войны коммунистическим правительством страны была принята программа индустриализации, в рамках которой планировалось превращение нескольких малых венгерских городов в большие индустриальные центры. В 1947 году три исторические деревни и шахтёрский посёлок Татабанья были преобразованы в город Татабанья, в котором началось масштабное строительство. Альшогалла, Фельшёгалла и Банхида стали городскими районами. Тремя годами позже город стал столицей медье Комаром-Эстергом.

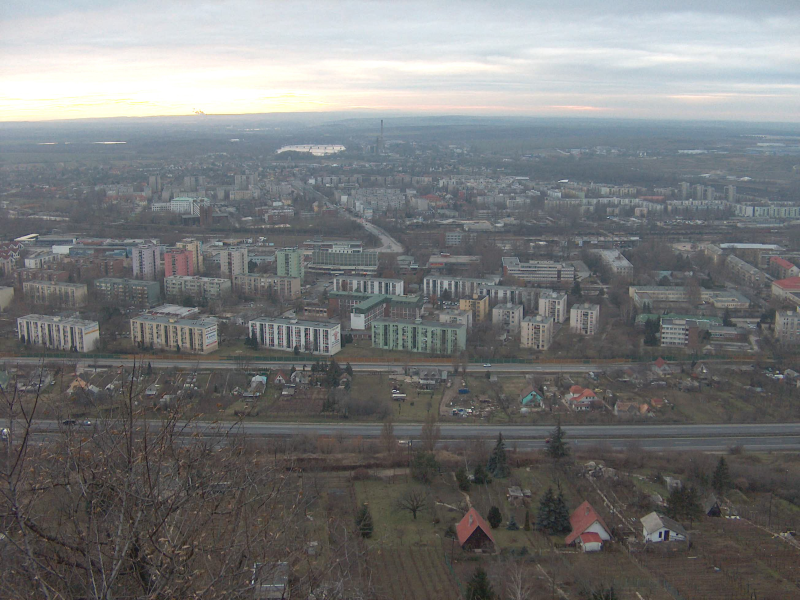
Районы застройки времён социализма

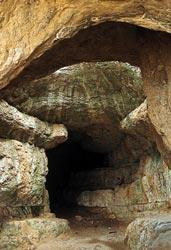
Пещера Селим

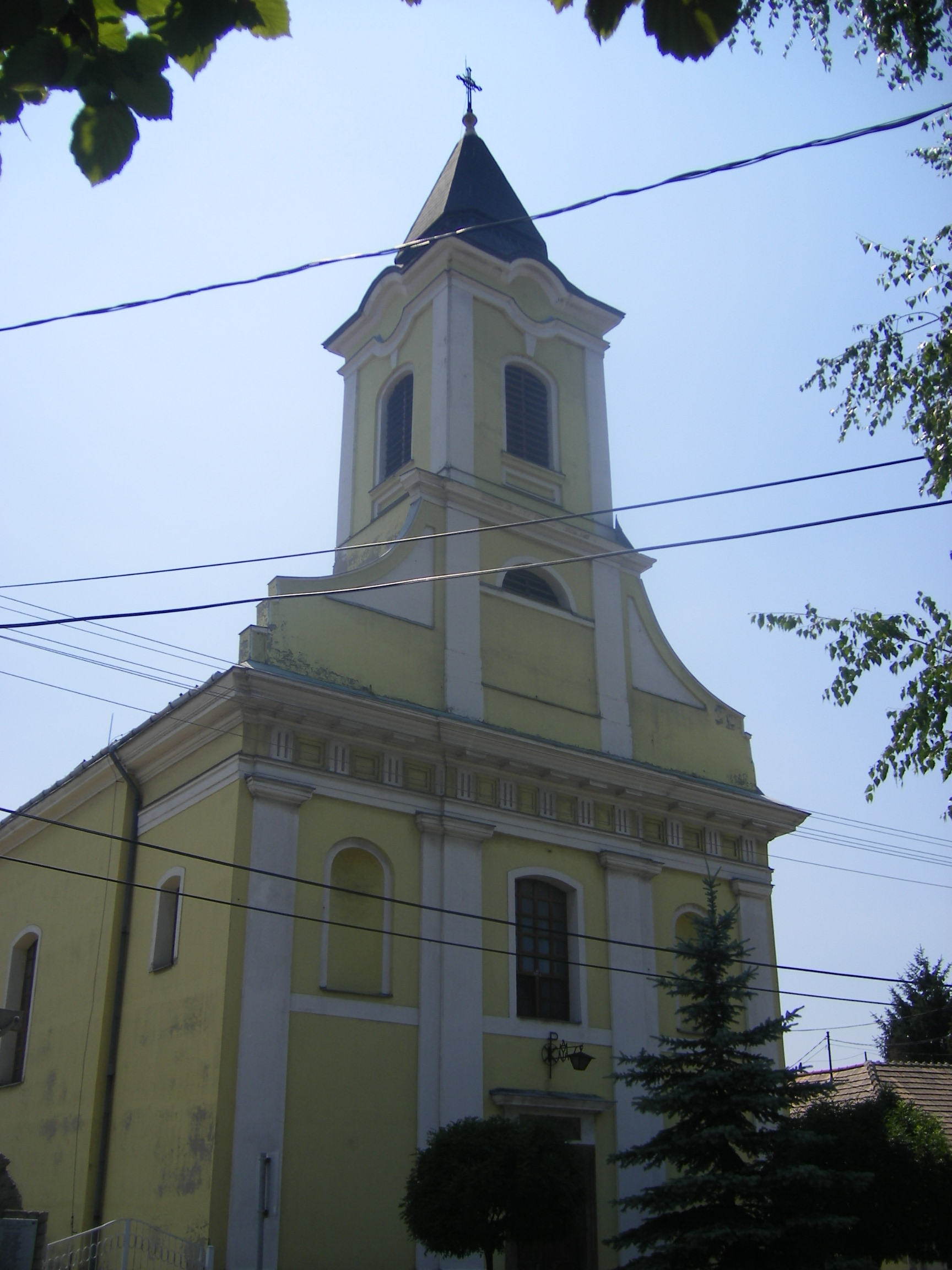
Церковь в Альшогалла

Основой экономики города стала металлургия, добыча угля, тяжёлое машиностроение.
В 80-х годах XX века численность населения города превышала 80 000 человек.
После падения коммунистического правительства в 90-х годах экономическая роль тяжёлой и горнодобывающей промышленности резко снизилась, произошёл значительный отток населения из города. Структура экономики города сильно изменилась, сейчас население города занято в производстве электрозапчастей, упаковочных материалов, обработке алюминия; а также сервисе и торговле. Экономический кризис 90-х годов преодолён, и в настоящее время[когда?] Татабанья — динамично развивающийся город.

## Население
| 1974    | 1976    | 1999    | 2001     | 2013    | 2014    | 2015    | 2021    | 2022    |
| ------- | ------- | ------- | -------- | ------- | ------- | ------- | ------- | ------- |
| 69 000  | ↗76 000 | ↘72 000 | ↗100 000 | ↘67 406 | ↘67 043 | ↘66 791 | ↘65 145 | ↗65 830 |
| 2023    | 2024    |         |          |         |         |         |         |         |
| ↗65 874 | ↘65 861 |         |          |         |         |         |         |         |

## Образование
В городе расположены 2 колледжа, 10 средних и 16 начальных школ. С 1992 г. работает университет современной экономики.

## Спорт
В Татабанье популярен спорт, в городе построено большое количество спортсооружений — футбольный стадион, закрытый и открытые бассейны, несколько дворцов спорта и спортивных залов.
В Татабанье базируется футбольная команда, основанная в 1910 году и играющая в высшей лиге венгерского первенства. В сезоне 2006/2007 года команда заняла 12 место в чемпионате. Также Татабанья располагает популярной мужской гандбольной командой «Татабанья-Карбонэкс».

## Достопримечательности
- Монумент Турул. Памятник, изображающий легендарную птицу Турул, изображённую на гербе Татабаньи, установлен на вершине горы над городом.
- Пещера Селим. Находится в горах Герече.
- Горные хребты Герече и Вертеш. Поросшие лесом холмы живописны и привлекают любителей природы.

## Города-побратимы
- Ален, Германия
- Бендзин, Польша
- Ижевск, Россия (10 декабря 1992)[13]
- Крайстчерч, Великобритания
- Одорхею-Секуеск, Румыния
- Пазарджик, Болгария
- Фэрфилд, США